# قائمة إصدارات الطوابع في أوكرانيا لسنة 2016
هذه قائمة الطوابع البريدية التي أصدرها البريد الأوكراني للتداول في عام 2016.
في الفترة من 15 يناير إلى 31 ديسمبر 2016، أصدر 60 طابعًا بريديًا، شملت 70 الطوابع التذكارية، غطت الطوابع التذكارية ذكرى التواريخ المهمة والأحداث وذكرى الشخصيات الثقافية البارزة وغيرها بالإضافة إلى إعادة إصدار طوابع الإصدار الثامن للطوابع القياسية، والتي سبق أن أصدرت في السنوات الماضية من عام 2012 وحتى 2015.
.
وقد كانت الطوابع التذكارية بالفئات التالية:
- 2.40 هريفنا
- 3.00 هريفنا
- 4.40 هريفنا
- 5.25 هريفنا
- 5.40 هريفنا
- 6.00 هريفنا
- 7.65 هريفنا

بالإضافة إلى طوابع تذكارية من فئات بالحرفين «N» و«V» وكذلك طوابع قياسية من فئات بالحرفين «F» و«V» وليس قيمة رقمية. هذه الطوابع التي كانت ضمن إصدارات طوابع بريدية أوكرانية حملت قيمًا على شكل حروف من الأبجدية الأوكرانية، كان هذا يشير إلى نظام مؤقت للقيمة بسبب التضخم المفرط الذي كانت تعاني منه البلاد منذ أوائل التسعينيات بعد انهيار الاتحاد السوفيتي. فعوضا عن الأرقام التي تحدد قيمة الطابع برقم معين (مثل 10 أو 50 كوبيك)، فقد استعملت حروف أوكرانية أو لاتينية، وهذا بسبب أن القيم متغيرة وأن هذه الحروف لم تكن تمثل قيمة ثابتة بالمعنى التقليدي. بدلاً من ذلك، كانت تمثل فئة سعرية أو تعرفة بريدية محددة في ذلك الوقت.
وهكذا فقد كان يصدر تعديل دوري نظرًا للتضخم السريع، وقد كانت قيمة هذه الفئات السعرية التي تمثلها الحروف تتغير دوريا (أسبوعيًا في بعض الأحيان) لمواكبة تقلبات سعر الصرف مقابل الدولار الأمريكي وتكاليف البريد المتزايدة. كذلك كان استخدام الحروف أسهل وأسرع من إعادة طباعة طوابع جديدة بأرقام مختلفة كل فترة قصيرة، وكان يعلن عن قيمة كل حرف بالعملة المحلية (الكاربوفانيتس الأوكراني ثم الهريفنيا الأوكرانية) دوريا. مثلا قد يمثل الطابع الذي يحمل الحرف "А" قيمة معينة للرسائل المحلية العادية، بينما يمثل الطابع الذي يحمل الحرف "Б" قيمة أعلى للرسائل المسجلة أو المرسلة إلى وجهات أبعد.
استخدم هذا النظام بين عامي 1994 و1996 حتى استقر الوضع الاقتصادي وأدخلت العملة الوطنية الجديدة [الإنجليزية]، (الهريفنيا الأوكرانية) (₴)، في عام 1996. بعد ذلك، بدأت الطوابع تحمل قيمًا رقمية ثابتة بالهريفنيا والكوبيك (الوحدة الأصغر للهريفنيا). وأعيد استخدام هذه النظام لاحقا في الإصدارات اللاحقة.
لذلك، فإن الحروف الأوكرانية على طوابع لم تكن مجرد رموز عشوائية، بل كانت نظامًا عمليًا مؤقتًا لتحديد قيمة الطوابع في ظل الظروف الاقتصادية الصعبة التي مرت بها أوكرانيا في تلك الفترة.
طُبعت كل الطوابع في مؤسسة "دار الطباعة الأوكراني" المملوكة للدولة.

## قائمة الطوابع التذكارية
| التسلسل في الكتالوج                                                                                         | الصورة | الوصف والمصادر | القيمة                | تاريخ طرحها للتداول | كمية الإصدار | المصمم                          |
| --- | ------ | --- | --------------------- | ------------------- | ------------ | ------------------------------- |
| ورقة طوابع تذكارية رقم 141 رقم 1482 رقم 1483 رقم 1484 رقم 1485                                              |        | سلسلة «جمال وعظمة أوكرانيا». ورقة طوابع تذكارية «جمال وعظمة أوكرانيا. مقاطعة زاباروجيا» - مروحية مي-8م.س.ب. - محمية خورتيتسيا الوطنية [الأوكرانية] - شاهد كورغان [الإنجليزية]، محمية متحف كاميانا موهيلا [الإنجليزية] - محطة دنيبر الكهرومائية [الإنجليزية]، مدينة زاباروجيا | 2,40 3,00 6,00 هريفنا | 15 يناير 2016 م     | 23٬000       | كالميكوف أوليكساندر فيدوروفيتش  |
| رقم 1486 |        | سلسلة «جمال وعظمة أوكرانيا: شرفة بيضاء، جزيرة خورتيتسيا | 2,40 هريفنا           | 15 يناير 2016 م     | 130٬000      | كالميكوف أوليكساندر فيدوروفيتش  |
| ورقة طوابع تذكارية رقم 142 رقم 1487 رقم 1488 رقم 1489 رقم 1490                                              |        | سلسلة «جمال وعظمة أوكرانيا: ورقة طوابع تذكارية «جمال وعظمة أوكرانيا. مقاطعة زاكارباتيا» - قلعة بالانوك [الإنجليزية]، مدينة موكاجيفا - شلال شيبيت [الإنجليزية] - كنيسة القديس ميخائيل [الأوكرانية]، مدينة سفاليافا - فتاة أوكرانية | 2,40 3,00 6,00 هريفنا | 4 مارس 2016 م       | 30٬000       | كالميكوف أوليكساندر فيدوروفيتش  |
| رقم 1491 |        | سلسلة «جمال وعظمة أوكرانيا: محطة السكك الحديد [الإنجليزية] في مدينة هنقبر | 2,40 هريفنا           | 4 مارس 2016 م       | 130٬000      | كالميكوف أوليكساندر فيدوروفيتش  |
| رقم 1492 |        | سلسلة «المعدات العسكرية الوطنية»: آلية مصفحة من نوع دوزور-ب [الإنجليزية] | 2,40 هريفنا           | 25 مارس 2016 م      | 130٬000      | التوأمان سيرجي وأوليكسندر خاروك |
| رقم 1493 |        | سلسلة «المعدات العسكرية الوطنية»: دبابة بي أم أوبلوت | 2,40 هريفنا           | 25 مارس 2016 م      | 130٬000      | التوأمان سيرجي وأوليكسندر خاروك |
| رقم 1494 |        | «"كان إينياس شابًا نشيطًا" عبارة من رواية إنيادة [الإنجليزية]» للكاتب أناتولي دميترييفيتش بازيليفيتش [الألمانية] | 5,25 هريفنا           | 1 أبريل 2016 م      | 130٬000      | سفيتلانا بوندار                 |
| رقم 1495 |        | «فكر باللون الأخضر!» ضمن سلسلة طابع بريد أوروبا | فئة الحرف «N»         | 15 أبريل 2016 م     | 99٬000       | دوكسيا سيرغيدو (فنانة من قبرص)  |
| رقم 1496 |        | «تشيرنوبل — مأساة الإنسانية» | 2,40 هريفنا           | 26 أبريل 2016 م     | 121٬000      | التوأمان سيرجي وأوليكسندر خاروك |
| رقم 1497 |        | إيفان مارشوك: لوحة «أخبرني الحقيقة.». 1994 | 2,40 هريفنا           | 12 مايو 2016 م      | 130٬000      | إيفان مارشوك                    |
| رقم 1498 |        | ميخائيل بولغاكوف (1891—1940) | 2,40 هريفنا           | 13 مايو 2016 م      | 130٬000      | فاسيل فاسيلنكو                  |
| رقم 1499 |        | منتخب أوكرانيا لكرة القدم: الصف الأول (الأمامي) — شيفتشوك، فيديتسكي، روتان، كونوبليانكا: الصف الثاني (الخلفي) — راكيتسكي، خاتشيريدي، ستيبانينكو، بياتوف، كرافتس، يارمولينكو، هارماش | 7,65 هريفنا           | 22 مايو 2016 م      | 130٬000      | سيرهي هوروبيتس                  |
| رقم П-18 |        | مشروع «طابع خاص» طابع بريدي شخصي | فئة الحرف «V»         | 27 مايو 2016 م      | 149٬996      |                                 |
| رقم 1500 رقم 1501 رقم 1502 رقم 1503 رقم 1504 رقم 1505 رقم 1506 رقم 1507 رقم 1508 رقم 1509 رقم 1510 رقم 1511 |        | ورقة طوابع صغيرة «أميرات كييف على عروش أوروبا» - آن (1032—1075) - مالمفريد [الإنجليزية] (1095/1102-1137) - فيسيسلافا [الإنجليزية] (1047—1089) - إيوفيميا (1096—1138) - يوبراكسيا فسيفولودوفنا [الإنجليزية] (1071—1109) - إليسيف (1025—1076) - أناستازيا (1020—1074/1094) - زبيسلافا [الإنجليزية] (1090—1114) - ماريا دوبرونيغا [الإنجليزية] (1012—1087) - بريدسلافا [الإنجليزية] (1090—1109) - دوبروديا [الإنجليزية] (1108—1172) - يوفروسينا (1130—1193) | 7,65 هريفنا           | 27 مايو 2016 م      | 35٬000       | فاسيل فاسيلنكو                  |
| رقم 1512 |        | إيفان ميكولايتشوك [الإنجليزية] (1941—1987) | 2,40 هريفنا           | 15 يونيو 2016 م     | 130٬000      | ميكولا سافوفيتش كوتشوبي         |
| رقم 1513 |        | سلسلة «المعدات العسكرية الوطنية»: الفرقاطة الأوكرانية هيتمان ساهايداتشني [الإنجليزية] | 5,40 هريفنا           | 2 يوليو 2016 م      | 122٬000      | التوأمان سيرجي وأوليكسندر خاروك |
| رقم 1514 |        | دورة الألعاب الأولمبية الصيفية 2016. ريو دي جانيرو | 4,40 هريفنا           | 23 يوليو 2016 م     | 131٬000      | تاران فولوديمير فاسيليفيتش      |
| ورقة طوابع تذكارية رقم 143 رقم 1515                                                                         |        | ورقة طوابع تذكارية «ذكرى مرور 775 عامًا منذ أول ذكر لمدينة كولوميا في التاريخ» | 7,65 هريفنا           | 19 أغسطس 2016 م     | 30٬000       | تاران فولوديمير فاسيليفيتش      |
| ورقة طوابع تذكارية رقم 144 رقم 1516 رقم 1517 رقم 1518 رقم 1519                                              |        | سلسلة «جمال وعظمة أوكرانيا»: ورقة طوابع تذكارية «جمال وعظمة أوكرانيا. مقاطعة لوهانسك» - أكاديمية لوغانسك الوطنية للثقافة والفنون [الأوكرانية] - فاوانيا سرخسية [الإنجليزية]. (Paeonia tenuifolia) - مدرسة كنيسة ألكسندر نيفسكي في سيليزنيفكا [الإنجليزية] - مرموط بوباك. (Marmota bobak) | 2,40 3,00 6,00 هريفنا | 23 أغسطس 2016 م     | 30٬000       | كالميكوف أوليكساندر فيدوروفيتش  |
| رقم 1520 |        | سلسلة «جمال وعظمة أوكرانيا»: «محطة القطار [الإنجليزية] في مدينة لوهانسك» | 2,40 هريفنا           | 23 أغسطس 2016 م     | 130٬000      | كالميكوف أوليكساندر فيدوروفيتش  |
| رقم 1521 |        | سلسلة «جوائز أوكرانيا»: «وسام الحرية» | 7,65 هريفنا           | 24 أغسطس 2016 م     | 130٬000      | سيرجي لوكيانينكو                |
| رقم 1522 |        | سلسلة «الأقليات القومية في أوكرانيا. اليهود»: - رقصة «فريلخس [الأوكرانية]»; | 3,00 هريفنا           | 27 أغسطس 2016 م     | 130٬000      | ميكولا سافوفيتش كوتشوبي         |
| رقم 1523 |        | سلسلة «الأقليات القومية في أوكرانيا. اليهود»: - رأس السنة اليهودية; | 4,40 هريفنا           | 27 أغسطس 2016 م     | 130٬000      | ميكولا سافوفيتش كوتشوبي         |
| رقم 1524 |        | سلسلة «الأقليات القومية في أوكرانيا. اليهود»: - الكنيس الكبير [الإنجليزية] في جوفكفا; | 4,40 هريفنا           | 27 أغسطس 2016 م     | 130٬000      | ميكولا سافوفيتش كوتشوبي         |
| رقم 1525 |        | سلسلة «الأقليات القومية في أوكرانيا. اليهود»: - خياط | 5,40 هريفنا           | 27 أغسطس 2016 م     | 130٬000      | ميكولا سافوفيتش كوتشوبي         |
| رقم 1526 |        | سلسلة «خضار»: - طماطم (Solanum lycopersicum L.) | 2,40 هريفنا           | 27 سبتمبر 2016 م    | 100٬000      | ناتاليا كوخال                   |
| رقم 1527 |        | سلسلة «خضار»: - خيار (Cucumis sativus L.) | 3,00 هريفنا           | 27 سبتمبر 2016 م    | 100٬000      | ناتاليا كوخال                   |
| رقم 1528 |        | سلسلة «خضار»: - باذنجان (Solanum melongena L.) | 4,40 هريفنا           | 27 سبتمبر 2016 م    | 100٬000      | ناتاليا كوخال                   |
| رقم 1529 |        | سلسلة «خضار»: - فليفلة (Capsicum annuum L.) | 5,40 هريفنا           | 27 سبتمبر 2016 م    | 100٬000      | ناتاليا كوخال                   |
| رقم 1530 |        | 75 سنة. مأساة بابي يار هي ألم الأرض الأوكرانية. | 2,40 هريفنا           | 29 سبتمبر 2016 م    | 125٬000      | التوأمان سيرجي وأوليكسندر خاروك |
| رقم 1531 |        | ميخايلو هروشيفسكي (1866—1934). | 2,40 هريفنا           | 29 سبتمبر 2016 م    | 130٬000      | سيرجي لوكيانينكو                |
| رقم 1532 |        | بوهدان ستوبكا [الإنجليزية] (1941—2012). | 2,40 هريفنا           | 5 أكتوبر 2016 م     | 130٬000      | فاسيل فاسيلنكو                  |
| رقم 1533 |        | سلسلة «تاريخ سيارات الإطفاء في أوكرانيا»: - سيارة الإطفاء «بنز-هاجيناو» (1916); | 4,40 هريفنا           | 12 أكتوبر 2016 م    | 130٬000      | فاليري رودينكو                  |
| رقم 1534 |        | سلسلة «تاريخ سيارات الإطفاء في أوكرانيا»: - ساحنة الإطفاء «ماغيروس» (1921); | 3,00 هريفنا           | 12 أكتوبر 2016 م    | 130٬000      | فاليري رودينكو                  |
| رقم 1535 |        | سلسلة «تاريخ سيارات الإطفاء في أوكرانيا»: - سيارة الإطفاء «بي إم جي-3» (1948) | 2,40 هريفنا           | 12 أكتوبر 2016 م    | 130٬000      | فاليري رودينكو                  |
| رقم 1536 رقم 1537 رقم 1538 رقم 1539 رقم 1540 رقم 1541 رقم 1542 رقم 1543 رقم 1544                            |        | ورقة طوابع صغيرة «أساطير الموتوكروس الأوكرانيون» - سباق الدراجات النارية 1956. ليونيد براتكوفسكي [الأوكرانية]. دراجة نارية «م-72» 750 سم3 - سباق الدراجات النارية 1963. إيغور غريغورييف. دراجة نارية «CZ» 250 سم3 - سباق الدراجات النارية 1965. فاديم هورولكو. دراجة نارية «كوفروفتس [الروسية]» 250 سم3 - سباق الدراجات النارية 1972. أليكسي كيبيرين. دراجة نارية «CZ» 250 سم3 - سباق الدراجات النارية 1967. ليونيد شينكارينكو. دراجة نارية «CZ» 250 سم3 - سباق الدراجات النارية 1973. فولوديمير أوفشينيكوف. دراجة نارية «CZ» 500 سم3 - سباق الدراجات النارية 1977. فولوديمير كافينوف. دراجة نارية «КТМ» 250 سم3 - سباق الدراجات النارية 1975. بوريس بوجانوفسكي، يفيني نيتشيبورينكو. دراجة نارية «دنيبر [الإنجليزية]» 750 سم3 - سباق الدراجات النارية 1975. يفهيني ريبالتشينكو. دراجة نارية «CZ» 250 سم3 | 3,00 هريفنا           | 28 أكتوبر 2016 م    | 35٬000       | فاسيل فاسيلنكو                  |
| رقم 1545 |        | «عام الديك. سنة جديدة سعيدة!» | 4,40 هريفنا           | 11 نوفمبر 2016 م    | 140٬000      | تاتيانا نيستيروفا               |
| رقم П-19 |        | مشروع «الطابع الخاص» طابع بريدي شخصي للقديس نيكولاس [الإنجليزية] | فئة الحرف «V»         | 1 ديسمبر 2016 م     | 199٬998      |                                 |
| رقم 1546 رقم 1547 رقم 1548 رقم 1549                                                                         |        | إصدار بريدي ضمن برنامج الصندوق العالمي للطبيعة (WWF) «خفاش بيشتاين [الإنجليزية] (Myotis bechsteinii)» | فئة الحرف «N»         | 30 ديسمبر 2016 م    | 150٬000      | ناتاليا كوخال                   |

## روابط خارجية
- "Каталог марок України: 2016". КМД УДППЗ «Укрпошта» (بالأوكرانية). pm.ukrposhta.ua. Archived from the original on 2020-08-12. Retrieved 2021-03-04. {{استشهاد ويب}}: تجاهل المحلل الوسيط |deadlink= لأنه غير معروف، ويقترح استخدام |url-status= (help) (بالأوكرانية)
- Ukraine :: 2016 نسخة محفوظة 21 грудня 2017 at Archive.is // nestor.minsk.by(بالإنجليزية)